# Maximilien Caron
Pour les articles homonymes, voir Caron.
Maximilien Caron est un avocat québécois né à Salaberry-de-Valleyfield le 16 juillet 1901 et mort à Montréal le 27 novembre 1967. Il a été professeur à la Faculté de droit de l'Université de Montréal, puis vice-doyen de cette faculté de 1950 à 1961 et enfin doyen de 1961 à 1965.

## Biographie
Après avoir étudié au Collège de Valleyfield (aux côtés du futur microbiologiste Armand Frappier), il obtient sa licence en droit de l’Université de Montréal en 1927. Boursier du gouvernement du Québec, il étudie à la Faculté de droit et à l'école des sciences politiques de Paris jusqu'en 1930. 
De 1930 à 1934, il pratique le droit avec L. E. Beaulieu et de 1934 à 1944, il s'associe à Maxime Raymond et Paul Langlois. Actif dans le domaine de l'enseignement, il est professeur de droit à l'École des hautes études commerciales de Montréal, de 1930 à 1948, et à la Faculté de droit de l'Université de Montréal à partir de 1937. En 1944, il devient le premier professeur de carrière de cette faculté. En 1950, il en devient le vice-doyen et directeur des études, puis le doyen en 1961. Il termine son mandat le 1er janvier 1965, et prend sa retraite de l'enseignement en juin 1967. 
Tout au long de sa carrière, il supervise la modernisation de la faculté et sa transformation en centre de recherche et d'enseignement supérieur. Il instaure notamment un programme de doctorat en droit et joue un rôle décisif dans la fondation du Centre de recherche en droit public en 1962. 
Pour ses contributions au domaine du droit, il a reçu des doctorats honoris causa des universités d’Ottawa, de Montréal, de Poitiers, de Sherbrooke et de McGill. 
En juillet 1978, l’Université de Montréal rebaptise l’édifice de sa Faculté de droit Pavillon Maximilien-Caron. Depuis, chaque année, la Faculté organise un colloque sous la bannière des « Journées Maximilien-Caron ».

## Famille
Maximilien Caron a épousé Colombe Beaupré (1908-1998). Le couple a eu trois enfants : Madeleine, Hélène et Yves. Il est le grand-père de la comédienne Pascale Montpetit.